# Ugo Schiavi
Ugo Schiavi est un artiste sculpteur plasticien français, né en 1987 à Neuilly-sur-Seine. Ses œuvres représentent des sculptures à l'aspect non finito principalement sur la thématique des ruines et des corps, il est inspiré par les œuvres de Rodin. Il vit et travaille dans la ville de Marseille.

## Biographie

### Enfance et formation
Ugo Schiavi (prononcé /y.ɡo ski.a.vi/) est né à Neuilly-sur-Seine en 1987,.
Il suit des études à l’École Nationale Supérieure d’Art de Nice (Villa Arson) de 2006 à 2011 et obtient le Diplôme national supérieur d'expression plastique en 2011,,,.
Il habite et travaille dans la ville de Marseille,.

## Vie professionnelle
Il commence à s'intéresser à la sculpture des corps lors d'une résidence artistique à Toulon en 2016.
Il dispose d'un brevet de cordiste utilisé pour la créations des empreintes de ses moules sur les monuments publics en hauteur.

### Résidence artistique et expositions
Il participe à plusieurs résidences artistiques dans diverses institutions françaises comme à Nice fin 2012 début 2013, à la Galerie de la Marine ou à Toulon en mai 2015, au PLAC, ou à Paris en janvier 2016, à la Cité internationale des Arts, ou en 2021 pendant 9 mois à Arles, au musée Réattu,,, ainsi qu'en 2024 au sein de l'entreprise d'artisanat marseillaise Ateliers Marcel Carbonel,.
Il expose au Musée des Beaux-arts d'Orléans en 2019 un buste de Jeanne d'Arc détourné,. Il participe à différentes expositions comme Le Voyage à Nantes en 2021, avec une œuvre « Le Naufrage de Neptune » qui représente un bateau échoué au milieu de la place royale,,,, ou la biennale de Lyon de septembre 2022 accueilli au sein du Musée Guimet,.
Il participe aux Extatiques 2022 à Paris et à la Biennale de Lyon de 2022 .
Il expose au Centre d'Art Bastille de Grenoble en mai-juin 2022.

## Œuvres

### Thèmes
Il mélange dans ses œuvres l'histoire et la fiction et s'inspire largement des mythes antiques dans ses créations.
Ses sculptures ont un aspect non finito, mais qui fait transparaître du mouvement, en montrant certaines étapes de la création dans la sculpture finale.
Il représente souvent des corps fragmentés et reprend l'esthétique de la ruine,,,.

### Techniques, style et inspirations
Il réalise des sculptures à partir de moulages qu'ils réalise sur place sur des modèles vivants et des monuments publics,,, parfois de manière illégale.
Il travaille ses sculptures avec d'alginate, dans lequel il coule du plâtre, ses moules ne servent qu'une fois. Il utilise de la résine acrylique, de la mousse polyuréthane et de l'élastomère sur ses sculptures mythologies à l'exposition de Arles de 2021.
Il est admirateur des œuvres de Rodin.

## Distinctions et récompenses

### Prix
- Prix de la Jeune Création de la Ville de Nice de la Fondation Bernard Venet, en 2011[3],[5].